# スキャンダル専門弁護士 QUEEN
『スキャンダル専門弁護士 QUEEN』（スキャンダルせんもんべんごし クイーン）は、フジテレビジョン制作・フジテレビ系木曜劇場枠で2019年1月10日から3月14日まで放送されていたテレビドラマである。主演は竹内結子。

## 概要
様々なジャンルで起こるスキャンダルを専門に取り扱い、緻密な戦略の中で嘘すらも正義に変えてしまう力を持つ女性弁護士が、様々なスキャンダルで窮地に立たされる女性の心に寄り添いながら、その危機から救うべく奔走していく物語である（法廷ものではない）。
なお、主人公の女性弁護士のようなどんな逆境であろうと決して諦めない、しなやかで逞しい女性像と、全ての女性のために闘うというストーリーに共感した、世界的ラグジュアリーファッショングループ「ケリング」に所属する「ブシュロン」とのタイアップをはじめ、ケリンググループに所属する世界的ブランドが、日本のドラマでは初めて全面的な衣装協力を行うことになった。
本作のオープニング曲、miletの「inside you」が東京ドラマアウォード2019で、主題歌賞を受賞した。2019年2月現在、動画配信サービス・FODで、オリジナルドラマとして第1話がフジテレビ史上最高視聴数を樹立した。

## あらすじ
緻密な戦略を持ち、嘘すらも正義に変える力を持つ氷見江は法廷ではなく、様々なジャンルのスキャンダルや社会的トラブルの裏側を専門に扱う危機管理専門の弁護士。社会的窮地に陥ったクライアントをほぼ100%に近い確率で救ってきた敏腕スピン・ドクターでもある。氷見には「危機にある女性の最後の砦」という信念があり、どんな危機的状況に陥っても決して諦めることを知らない。どれほどの逆境に陥ろうとも決して匙を投げることはせず、あらゆる手段を講じてでも逆境を覆すことを疎かにしない氷見は、スキャンダルによって社会的ダメージを受けて苦しむ世の女性の心に真摯に向き合い、時には人心掌握術を駆使して打開策を切り開いていく。

## キャスト
氷見江（ひみ こう）
演 - 竹内結子
本作の主人公。「鈴木法律事務所」危機管理専門弁護士。別名は「スピン・ドクター」。法廷ではなく、あらゆるジャンルのスキャンダルや社会的トラブルの裏側を専門に取り扱う敏腕弁護士。これまで扱ってきた案件は、ほぼ100%に近い確率で解決に導いてきた。時に正義のためならば嘘すらも正当化させてしまう戦略家。人の心の奥深くまで読み取る洞察力を持ちつつも、クライアントには歯に衣着せぬ発言が伴う反面、言うことが二転三転する気分屋な面も持ち合わせている。どんな危機的状況になっても決して諦めることなく、スキャンダルに苦しむ世の女性たちの心に寄り添い、時に人心掌握術を駆使して打開策を模索していく。
与田知恵
演 - 水川あさみ
「鈴木法律事務所」危機管理専門弁護士。氷見とバディを組む。頭の回転が速く、論理的で辛辣家。一度怒ると氷見でも止められない。反面、私生活は不器用。また、かなりの方向音痴である。
藤枝修二
演 - 中川大志
「鈴木法律事務所」新人の危機管理専門弁護士。端麗な容姿を持ち、ハーバード大学卒業だが、どこか抜けている為、氷見達から「学歴詐称」とからかわれているものの、正義感は強い。
第1話で弁護を担当した「フォレスト」というアイドルグループのファン。
東堂裕子
演 - 泉里香
ミナトテレビの記者。とある政治家の息子からセクハラ被害を受け、氷見に相談したことが縁で、互いに情報を探り合っている。
茂呂裕也
演 - 佐野岳
フリーランスの記者。氷見の過去を詮索している。
鈴木太郎
演 - バカリズム
「鈴木法律事務所」副所長。父親が所長を務めている。舞い込んできた仕事は氷見らに丸投げしてしまう為「ブラック企業」と抗議されているが、無視している。
反面、氷見たちを驚かせる洞察を発揮することもある。氷見とは大学時代の同期。
吾妻涼介
演 - 山本耕史
政治家。次機首相候補と目されている。過去に氷見と関係があったらしい。
真野聖子
演 - 斉藤由貴
「鈴木法律事務所」事務員。無表情でマイペース。高度なハッキング技術を持っており、犯罪スレスレの行動を起こすこともある。
バツイチ。子持ち。

### ゲスト

#### 第1話
林光蔵
演 - 山田明郷（第9話・最終話）
大物政治家。
深川章一
演 - 宇野祥平（第5話）
「ミナトテレビ」のプロデューサー。
森尾甘太郎
演 - 小木茂光
アイドルグループ「フォレスト」の事務所の社長。
宇野美穂子
演 - 内田慈
マネージャー。
海老原蓮
演 - 水野智則
「フォレスト」の元マネージャー。
加藤
演 - 近江谷太朗（第6話・第9話）
「ミナトテレビ」制作部長。
白石杏里
演 - 馬場ふみか
「フォレスト」メンバー。歌うことをやめた桃子を突き飛ばしたことで、ネットで炎上を受ける。
赤江桃子
演 - 中村ゆりか
「フォレスト」メンバー。歌うことを中断したことから、杏里に突き飛ばされる。
蒼井ゆず季
演 - 秋山ゆずき
「フォレスト」メンバー。
緑川林檎
演 - 伊原六花
「フォレスト」メンバー。

#### 第2話
藤原貴美子
演 - 国生さゆり
大手広告代理店人事部長。
谷正輝
演 - 波岡一喜
クリエイティブディレクター。契約社員へのセクハラ疑惑をスクープされる。
堀川太郎
演 - 津村知与支
『週刊文新』の編集記者。
佐藤瑠璃
演 - 成海璃子
契約社員。谷からセクハラ被害を受けたとリークする。
真野大吾
演 - MOCTAR D
真野聖子の息子。

#### 第3話
相馬紀子
演 - 白石聖
フィギュアスケート選手。世界大会で金メダルを獲得した。
青山リナ
演 - 石田ニコル
紀子のライバルとして頭角を現しているフィギュアスケート選手。過去には塚越と交際していたらしい。
間宮智也
演 - 片山享
紀子のマネージャー。
渡瀬美央
演 - 村岡希美
紀子のコーチ。
塚越健太
演 - 穂満佳佑
紀子の婚約者。自宅で何者かに殺害されていた。
相馬敦子
演 - 渡辺道子
紀子の母親。娘に金メダルを取らせようと厳しく指導していた。1年前から末期癌を患い、海外の病院に入院している。

#### 第4話
柿崎英孝
演 - アキラ100%
都議会議員。都の教育委員長も務める。子連れで出席した土方を批判していた。
土方朝子
演 - 江藤あや
都議会議員。子連れで議会に出席して批判されていた。待機児童問題を訴えている。
佐久間京子
演 - 原田佳奈
ママ友から嫌がらせを受ける主婦。夫が大手ゼネコン次期社長候補である。
佐久間怜
演 - 南出凌嘉
京子の息子。
長谷川智子
演 - 荻野友里
京子のママ友。
長谷川優馬
演 - 大西統眞
智子の息子。怜とは仲が良い。
佐野太一
演 - 菅裕輔
怜が小学1年生時の担任。仕事上の問題を抱え、鬱病になり退職した。
佐野亜矢
演 - 木下あかり
太一の妻。
柿崎美恵
演 - 楊原京子
英孝の妻。京子のママ友で中心的存在。

#### 第5話
木村よう子
演 - 遠野なぎこ
中山昌平
演 - デビット伊東
神田貴理子
演 - 冨樫真

#### 第6話
浮田千代子
演 - 真野響子
井口奈々子
演 - 宮地雅子
若月礼二
演 - 杉野遥亮
谷垣秋代
演 - 松永玲子
村西信太郎
演 - 飯田基祐（第7話 - 最終話）

#### 第7話
工藤海斗
演 - 柳下大
芦原江梨子
演 - 西山繭子
与田の大学時代の先輩。

#### 第8話
和久井純菜
演 - 森矢カンナ
柏木さつき
演 - 伊藤麻実子
吉田健二
演 - 井上康
楽山大作
演 - 長谷川初範

#### 第9話・最終話
吾妻美咲
演 - 山崎紘菜
五十嵐幸夫
演 - 小野武彦

## スタッフ
- 脚本 - 倉光泰子、三浦駿斗
- キャラクター監修 - バカリズム
- 演出 - 関和亮、横尾初喜、山岸聖太、戸塚寛人
- 音楽 - SOIL&"PIMP"SESSIONS、田熊理秀、ハセガワダイスケ
- 主題歌 - YUKI「やたらとシンクロニシティ」（エピックレコードジャパン）
- オープニングテーマ - milet「inside you」（エスエムイーレコーズ）
- 法律監修 - 三輪記子、塩見直子
- 衣装協力 - ケリンググループ
- プロデュース - 貸川聡子（共同テレビ）、櫻井雄一（ソケット）
- 編成企画 - 加藤達也
- 制作 - フジテレビ
- 制作協力 - ソケット
- 制作著作 - 共テレ

## 放送日程
| 話数                                                                        | 放送日  | サブタイトル                                                           | 脚本              | 演出     | 視聴率 |
| --------------------------------------------------------------------------- | ------- | ---------------------------------------------------------------------- | ----------------- | -------- | ------ |
| episode 01                                                                  | 1月10日 | 国民的人気グループに殺害予告!? リークされた熱愛写真 解散騒動に隠れた嘘 | 倉光泰子          | 関和亮   | 9.3%   |
| episode 02                                                                  | 1月17日 | 契約社員VS大企業のセクハラ騒動 嘘か真か暴露本の罠                      | 倉光泰子          | 横尾初喜 | 5.8%   |
| episode 03                                                                  | 1月24日 | メダリストが殺人? 疑惑の採点と空白のアリバイの謎                       | 倉光泰子          | 関和亮   | 6.4%   |
| episode 04                                                                  | 1月31日 | 殺人未遂!? 悪化するママ友いじめ 親子が隠す過去の罪                     | 倉光泰子          | 横尾初喜 | 7.1%   |
| episode 05                                                                  | 2月07日 | No.1夫婦がドロ沼離婚とW不倫!? DV騒ぎに潜む愛?                          | 倉光泰子 三浦駿斗 | 戸塚寛人 | 7.3%   |
| episode 06                                                                  | 2月14日 | 有名作家のパワハラ&財産争い!? 作品に潜む嘘と愛?                        | 三浦駿斗          | 横尾初喜 | 6.8%   |
| episode 07                                                                  | 2月21日 | 電子マネー詐欺行為&マタハラ!? 女性社員の名誉守れ                       | 三浦駿斗          | 山岸聖太 | 6.2%   |
| episode 08                                                                  | 2月28日 | 大発明か? ねつ造か!? 白い巨塔と戦う女性研究員救え                      | 倉光泰子 三浦駿斗 | 戸塚寛人 | 6.1%   |
| episode 09                                                                  | 3月07日 | 疑惑の死亡事故は殺人!? 鍵は政界プリンスと不倫騒動                      | 三浦駿斗          | 山岸聖太 | 6.6%   |
| last episode                                                                | 3月14日 | 国を敵にした悪女! 疑惑の死…最後の大逆転の一手                          | 三浦駿斗          | 関和亮   | 6.0%   |
| 平均視聴率 6.8%（視聴率はビデオリサーチ調べ、関東地区・世帯・リアルタイム） |         |                                                                        |                   |          |        |

- 第1話は15分拡大の22時 - 23時9分での放送となった。
- 第7話は番組開始前に北海道で震度6弱の地震が発生したことに伴い、21時から放送の『直撃!シンソウ坂上』を一時中断して関連ニュース放送を放送した（21時28分 - 21時33分）ため、同番組は21時 - 21時28分・21時28分 - 21時59分に2分割して放送されたことから、5分繰り下げの22時5分 - 22時59分に放送された。なお第7話の同時ネット局のうち、クロスネット局のテレビ大分では番組表上22時5分 - 23時（5分繰り下げ・1分拡大）に放送されたが、23時開始の『news zero』（日本テレビ系列）を同時ネットするための措置であり、22時59分以降にテレビ大分向けのみにフジテレビからの裏送りがあったわけではない（なお、同じくクロスネット局のテレビ宮崎では23時5分からの時差ネットとなった）。また北海道文化放送は途中で道内ローカルの地震情報に差し替えたため、2月28日（木）の14時50分 - 15時50分に改めて放送された。